# Матезиус, Вилем
Ви́лем Мате́зиус (чеш. Vilém Mathesius, 3 августа 1882, Пардубице — 12 апреля 1945, Прага) — чешский лингвист, основатель и первый президент Пражского лингвистического кружка. Двоюродный брат поэта и переводчика Богумила Матезиуса.

## Биография
Окончив Карлов университет в Праге, он становится приват-доцентом, а с 1912 года и профессором этого университета. Филолог-англист, специалист по истории английской литературы, автор книги о елизаветинском театре (чеш. Alžbětinské divadlo), Матезиус довольно рано начинает интересоваться и вопросами общего языкознания, а с начала 1920-х годов сосредотачивается на них полностью: болезнь глаз вынуждает учёного ограничить круг своих работ, и Матезиус предпочитает общую лингвистику своей первоначальной специальности. Важнейшая веха его дальнейшей биографии — основание в 1926 году Пражского лингвистического кружка, манифест которого — знаменитые «Тезисы», составленные при участии выдающихся русских лингвистов Н. С. Трубецкого и Р. О. Якобсона, был во многом вдохновлён его идеями. Матезиус был избран первым председателем Кружка и оставался на этом посту до конца своей жизни, последние годы которой были омрачены такими событиями, как германская оккупация Чехословакии и связанное с ней приостановление научной жизни в стране. Учёный скончался меньше чем за месяц до освобождения Праги. 
Бо́льшая часть его обширного наследия издана уже посмертно. Основными изданиями является сборник «Чешский язык и общее языкознание» (чеш. Čeština a obecný jazykopyt) и очерк современного английского языка (чеш. Obsahový rozbor současné angličtiny).

## Достижения

### Учение о предложении и его актуальном членении
В историю лингвистики Вилем Матезиус вошёл прежде всего как один из первых исследователей феномена «актуального членения» предложения. Интерес к этой проблематике целиком вытекает из общетеоретических построений учёного, выступавшего за последовательно функциональный подход к языковым явлениям. Лингвистика, по Матезиусу, делится на два уровня, соответствующие двум «уровням кодирования»: функциональную ономатологию, то есть науку о преломлении действительности в языке, и функциональный синтаксис. В 1924 году он определяет предложение как «элементарное речевое высказывание, посредством которого говорящий или пишущий реагирует на некоторую действительность, конкретную или абстрактную; это речевое высказывание, с формальной стороны, реализует грамматические возможности данного языка и является субъективно (с точки зрения говорящего или пишущего) полным». Интерес к соотношению между функцией предложения и его «формальной стороной», специфической для каждого языка, объясняет и активную деятельность Матезиуса в области синхронной контрастивной лингвистики, одним из основателей которой он был. Большое количество работ учёного посвящено сопоставительному анализу английского и чешского языков в рамках собственной контрастивной теории, которую он называл «лингвистической характерологией».
Знаменитая работа Матезиуса «О так называемом актуальном членении предложения» начинается также с противопоставления «актуального» и «формального» членения — первое выясняет способ включения предложения в контекст, в то время как второе разлагает предложение на формальные грамматические единицы. Чтобы включить предложение в контекст, в нём нужно выделить «исходную точку» — информацию, уже известную слушающему или читающему, актуализированную в данной речевой ситуации — и «ядро высказывания», то есть ту новую информацию, которая сообщается в предложении. В современной лингвистике понятиям Матезиуса «исходная точка» и «ядро ситуации» соответствуют обычно термины «тема» и «рема» (в англоязычной традиции часто — «topic» и «comment»). Учёный обратил внимание на то, что в чешском языке (эти наблюдения mutatis mutandis верны и для русского) актуальное членение обусловливает порядок слов: обычно исходная точка находится в начале предложения, а ядро высказывания — в конце: [Заруба (фамилия) за нами]ИСХ.ТОЧКА строит [пять новых домов]ЯДРО (пример Матезиуса). Обратный порядок слов — «субъективный» — придаёт особый вес ядру высказывания. При контрастивном анализе английского и чешского языков исследователь обнаружил, что в английском языке актуальное членение выражается при помощи залога. Таким образом, английское подлежащее выступает как показатель исходной точки (темы), в то время как в славянских языках его функция иная — оно выражает, как правило, агенс.

### Потенциальность языковых явлений
Идеи Матезиуса в области функционального подхода к языку, исследования актуального членения, контрастивной лингвистики получили непосредственное развитие как в самой Пражской школе, так и в других лингвистических традициях. Более сложной была судьба ранней статьи Матезиуса «О потенциальности языковых явлений» (1911), во многом опередившей своё время и незаслуженно обойдённой молчанием при жизни автора (хотя сам учёный в основном остался верен высказанным в ней идеям и развивал некоторые из них в последующих работах). Р. О. Якобсон, активный участник Пражского лингвистического кружка, утверждал уже в 1960-е годы, что, если бы эта работа появилась в 1911 году не в Праге, а в Москве, она вызвала бы «переворот в лингвистике». В ней чешский учёный независимо от де Соссюра противопоставил синхронический и диахронический (в его терминологии — «статический» и «динамический») аспекты языка и сконцентрировал внимание на первом из них. При этом Матезиус подчеркивает, что термин «статический» нельзя понимать буквально: язык постоянно «колеблется» в некоторых пределах, и это «колебание» — необходимое условие последующего развития и изменения языка; таким образом, в текущем состоянии языка потенциально представлены последующие его состояния. Эти «колебания» складываются в некоторые тенденции, которые, в отличие от законов физики, не являются регулярными, зато могут быть представлены статистически. Таким образом, Матезиус одним из первых обратил внимание на важную роль статистики в изучении языковых явлений.

### Историография языкознания
Вилем Матезиус утверждает свои взгляды в полемике с представителями других лингвистических школ. Так, он упоминает своих предшественников, подходивших ранее к проблематике актуального членения (в частности, Г. фон Габеленца, идеи которого оказали некоторое влияние — через А. А. Шахматова — и на русскую лингвистическую традицию), однако критикует господствовавший в этой области психологический подход, мешавший выработать точный исследовательский метод. В истории языкознания Матезиус вообще выделяет две линии — «сравнительно-историческую» и «гумбольдтианскую», включающую и психологическое направление. В. М. Алпатов кратко формулирует оценку, которую даёт этим двум традициям Матезиус: «гумбольдтианцы выдвигали перспективные идеи, но не имели методов для их разработки, младограмматики имели совершенный сравнительно-исторический метод, но слишком узко понимали теорию». Новая лингвистика, согласно основателю Пражского лингвистического кружка, призвана построить точный метод, объединяющий понятие функции, идущее от Бодуэна де Куртенэ, и понятие структуры, идущее от де Соссюра.